# Massunguna Alex Afonso
Dani Massunguna, właśc. Massunguna Alex Afonso (ur. 1 maja 1986 w Bengueli) – piłkarz angolski grający na pozycji obrońcy. Od 2010 roku jest zawodnikiem klubu Primeiro de Agosto.

## Kariera klubowa
Karierę piłkarską Dani Massunguna rozpoczął w klubie Primeiro de Agosto ze stolicy Angoli, Luandy. W 2002 roku zadebiutował w jego barwach w pierwszej lidze angolskiej. W 2005 roku odszedł do CD Huíla i grał w nim przez trzy sezony, do końca 2007 roku. W latach 2008–2009 był zawodnikiem Primeiro de Maio z Bengueli. W 2010 roku wrócił do Primerio de Agosto.

## Kariera reprezentacyjna

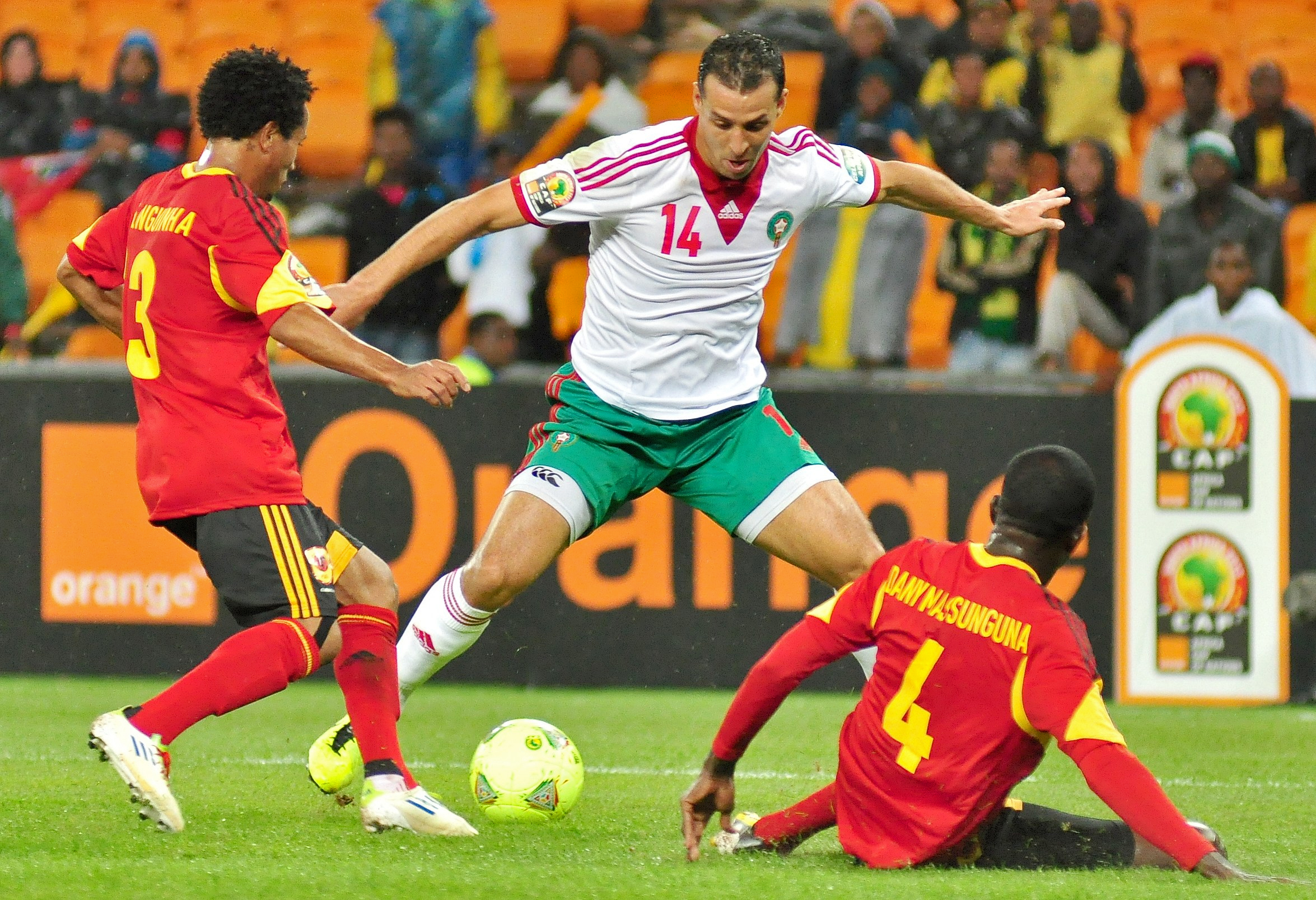
Dani Massunguna (numer 4) podczas meczu Angola – Maroko na Pucharze Narodów Afryki 2013

W reprezentacji Angoli Dani Massunguna zadebiutował w 2011 roku. W 2012 roku został powołany do kadry na Puchar Narodów Afryki 2012.